# Landesbergen
Landesbergen é um município da Alemanha localizado no distrito de Nienburg, estado da Baixa Saxônia.
É membro e sede do Samtgemeinde de Landesbergen.